# 세르히오 아셍호
세르히오 아셍호 안드레스(스페인어: Sergio Asenjo Andrés ˈserxjo aˈseŋxo[*], 1989년 6월 28일, 카스티야 이 레온 주 팔렌시아 ~ )는 스페인의 축구 선수로 비야레알에서 골키퍼로 활약하고 있다.

## 선수 경력

### 클럽
2006년 바야돌리드에서 데뷔하여 1군에서는 2009년까지 47경기를 소화했고 리저브팀인 프로메사스에서는 39경기를 뛰었다.
이후 2009년 아틀레티코 마드리드로 이적하여 2012-13 시즌까지 41경기에 출장하여 코파 델 레이 2009-10 시즌 준우승, 2012-13 시즌 우승, UEFA 유로파리그 2회 우승(2009-10, 2011-12), 2012년 UEFA 슈퍼컵 우승에 이바지했으며 2011년에는 말라가 CF(6경기)에서, 2013년부터 2014년까지는 비야레알 CF(35경기)에서 각각 임대 선수로 뛰었다.
그 뒤 2014-15 시즌을 앞두고 비야레알로 완전 이적한 이후 현재까지 무려 250경기를 소화하며 코파 델 레이 2014-15 4강 진출의 성과를 거두었고 2020-21년 UEFA 유로파리그에서는 비록 1경기 밖에 소화하지 못했지만 레히아 그단스크의 홈구장인 그단스크 아레나에서 열린 결승전에서 잉글랜드 프리미어리그의 맨체스터 유나이티드와 승부차기까지 가는 대혈전 끝에 11-10으로 승리를 거두면서 비야레알 창단 98년만이자 유로파리그 126경기만에 사상 첫 우승을 차지하면서 아셍호도 아틀레티코 마드리드 시절 2011-12 시즌 이후 9년만에 개인 통산 3번째 유로파리그 우승의 감격을 누렸다.

### 국가대표팀
스페인 U-17 대표팀의 일원으로 2006년 UEFA U-17 축구 선수권 대회 3위의 성적을 거두었고 2007년에는 스페인 U-19 대표팀의 일원으로 4경기를 소화하며 그 해 UEFA U-19 축구 선수권 대회 우승을 거머쥐었으며 스페인 U-20 대표팀의 일원으로 2009년 FIFA U-20 월드컵에 출전하여 조별리그 3전 전승·B조 1위에 기여했지만 16강전에서 2008년 UEFA U-19 선수권 대회 준우승팀인 이탈리아에 1-3으로 무릎을 꿇으며 8강 진출이 좌절되었다.
그 뒤 2015년 3월 우크라이나와의 UEFA 유로 2016 예선 C조 5차전과 네덜란드와의 친선 경기를 앞두고 비센테 델 보스케 감독의 부름을 받아 스페인 성인대표팀에 합류하였고 2016년 5월 29일 보스니아 헤르체고비나와의 친선 경기에서 국제 A매치 데뷔전을 가졌다.